# Diritti umani in Finlandia
(Art. 1 della Costituzione finlandese.)
I diritti umani in Finlandia sono tutelati dalla Costituzione. In tale atto viene, inoltre, regolata la partecipazione della Finlandia ad organizzazioni internazionali che abbiano lo scopo di tutelare gli stessi e preservare la pace.
I diritti umani in Finlandia sono la libertà di parola, di religione, associazione e riunione, come sancito nella legge e nella pratica.

## Pena di morte
Il paese abolì la pena capitale per i delitti commessi in tempo di pace nel 1949, mentre dal 1972 tale abolizione è divenuta assoluta. A seguito di un referendum tenutosi nel 1994, la Finlandia ha sancito, attraverso un emendamento nella propria Costituzione, il divieto di adozione di tale tipo di pena.

## Tutela delle pari opportunità
Il suffragio universale viene garantito nel 1906, mentre dall'anno successivo compaiono le prime rappresentanti femminili nel parlamento.
La costituzione espressamente pone il divieto di porre in essere attività discriminatorie nei confronti degli immigrati.

## Libertà di espressione
La costituzione garantisce la piena libertà, per ogni persona, di esprimere il proprio pensiero.

### Libertà di stampa
La Finlandia è tra i primi paesi al mondo a garantire maggiormente la libertà di stampa.

### Libertà religiosa
La libertà religiosa è garantita e tutelata in tutto il territorio.